# Petra Plestenjak Podlogar
Petra Plestenjak Podlogar, slovenska rezbarka, * 24. januar 1963, Kranj.

## Življenje in delo
Petra Plestenjak Podlogar je iz Škofje Loke in je hči slikarja Janeza Plestenjaka. Po končani gimnaziji je študirala na Višji šoli za oblikovanje tesktila, kjer je absolvirala. Ima status svobodne umetnice. 
Rezbariti je pričela že kot otrok, saj je bila že od malega obkrožena z očetovimi risbami in izrezljanim lesom starega očeta. Z veseljem je preživljala svoj prosti čas z dletom v rokah kot osnovnošolka, gimnazijka in študentka. Od leta 1978 sodeluje na razstavah, skupinskih – doma in v tujini, pa tudi samostojno. Iz lesa izrezuje figure, tako človeške, kot živalske ter ornamente.
Specializirala se je predvsem za izdelovanje modelov za mali kruhek, s čimer nadaljuje družinsko tradicijo.